# Bagrationovsk
Bagrationovsk (Багратио́новск in russo, Preußisch Eylau in tedesco, Yluva/Prūsų Ylava in lituano, Pruska Iława/Iławka in polacco) è una città dell'Oblast' di Kaliningrad, in Russia, posta a 37 km circa da Kaliningrad, capoluogo del Bagrationovskskij raion e con una popolazione di circa 7 000 abitanti (2004).

## Storia
Nel 1325 i Cavalieri Teutonici vi costruirono un imponente castello. Nel 1585 venne ufficialmente sottoposta al potere di un sovrano, mentre nel 1807 fu luogo della sanguinosa Battaglia di Eylau, che vide contrapposte la Russia e la Francia.
Dopo la seconda guerra mondiale venne ceduta all'Unione Sovietica assieme a parte della Prussia Orientale e nel 1946 entrò ufficialmente a far parte dell'Oblast' di Kaliningrad, quando assunse la denominazione attuale su decisione del governo russo che decise di intitolarla al generale Pëtr Ivanovič Bagration, generale russo che qui si distinse nel 1807. In precedenza era generalmente conosciuta come Eylau.

## Amministrazione

### Gemellaggi
- Verden
- Bartoszyce
- Górowo Iławeckie
- Korsze
- Jonava